# Чала (Озургетский муниципалитет)
Чала (груз. ჭალა) — село в Грузии, на территории Озургетского муниципалитета края (мхаре) Гурия.

## География
Село находится в западной части Грузии, в междуречье Бжужи и Натанеби, на расстоянии приблизительно 1 километра (по прямой) к востоку от города Озургети, административного центра муниципалитета. Абсолютная высота — 136 метров над уровнем моря.

## Население
По результатам официальной переписи населения 2014 года, в Чале проживало 408 человек (197 мужчин и 211 женщин). В национальной структуре населения грузины составляли 99,5 %, русские — 0,5 %.
| Год  | Население, человек |
| ---- | ------------------ |
| 2002 | 538                |
| 2014 | ↘ 408              |